# Langweid am Lech
Langweid am Lech,  Langweid a.Lech – miejscowość i gmina w Niemczech, w kraju związkowym Bawaria, w rejencji Szwabia, w regionie Augsburg, w powiecie Augsburg. Leży około 13 km na północ od Augsburga, nad rzeką Lech, przy drodze B2 i linii kolejowej Monachium - Norymberga.

## Polityka
Wójtem gminy jest Jürgen Gilg, poprzednio urząd ten obejmował Karl Heinz Jahn, rada gminy składa się z 20 osób.
|      | CSU | SPD | FWV | Razem |
| 2008 | 12  | 3   | 5   | 20    |
| 2002 | 12  | 5   | 3   | 20    |